# Revíziós Liga
A Magyar Revíziós Liga egy magyar társadalmi szervezet és revíziós mozgalom volt, amelyet az irredenta tevékenység szervezésére és összehangolására hozták létre a trianoni békeszerződés után.

## Története
1918-ban a Területvédő Ligát, később majd a Magyar Nemzeti Szövetséget igyekezett céljainak részben alárendelni. 1921 nyarán a kormány létrehozta a Társadalmi Egyesületek Szervezete Központját, amelynek a feladata az újonnan kialakult szomszéd országokba hátrahagyott magyar kisebbségek gondozása, valamint a Trianon-ellenes propaganda folytatása volt.
A Magyar Revíziós Liga alakuló ülését végül 1927. július 27-én tartották. Az egyik vezéregyénisége, majd elnöke Herczeg Ferenc (1863-1954) író, újságíró volt, alelnöke pozsonyi Eckhardt Tibor (1888–1972) kisgazdapárti politikus, országgyűlési képviselő. A Magyar Revíziós Liga arra törekedett, hogy a világ fontosabb országaiban felhívja a figyelmet a trianoni béke igazságtalanságaira, és azzal elősegítse a revízió sikerét. A Liga négy idegen nyelven – német, olasz, francia, angol – folyóiratot adott ki a tevékenységével és céljaival kapcsolatosan (Donaukurier, Corriere del Danubio, Nouvelles Danubiennes, Danubien Review).

## Vezetői
- 1927–1945 Herczeg Ferenc elnök
- Fall Endre

## Magyar nyelvű kiadványok
- A magyar probléma; Hornyánszky Ny., Bp., 1928
- Harmsworth Magyarországon; Magyar Reviziós Liga, Bp., 1928
- Donald Robert: Trianon tragédiája. Magyarország szózata az emberiséghez; bev. lord Rothermere; Magyar Revíziós Liga, Bp., 1929 (hasonmásban: 2020)
- Borbély Andor–Fall Endre: Román uralom Erdélyben; előszó Herczeg Ferenc; Revíziós Liga, Bp.,1936
- Fall Endre: Jogunk Erdélyhez; Magyar Reviziós Liga, Bp.,1940
- Fall Endre: Mit tett a fasiszta Olaszország Magyarországért; Magyar Reviziós Liga, Bp., 1940